# A Profecia
A Profecia es el segundo álbum de la banda de hip-hop Bonde da Stronda. Las grabaciones se realizaron desde el final de 2010 hasta finales de abril de 2011, en Galerão Studios en Río de Janeiro. A Profecia fue producido por Dennis Dj, fue lanzado por el sello Galerão Records y distribuido por Radar Records, en 2 de diciembre de 2011.

## Listado de canciones
Todas las letras escritas por Mr. Thug, toda la música compuesta por Mr. Thug con un poco de ayuda de Léo Stronda. 
| N.º | Título                    | Duración |  |
| 1.  | «Intro»                   |          |  |
| 2.  | «É Nós Família»           |          |  |
| 3.  | «Esbórnia e Alcool»       |          |  |
| 4.  | «KingStar»                |          |  |
| 5.  | «Paixão»                  |          |  |
| 6.  | «Minha da Cabeça aos Pés» |          |  |
| 7.  | «A Profecia»              |          |  |
| 8.  | «Minha Voz, Minha Vida»   |          |  |
| 9.  | «Garotas»                 |          |  |
| 10. | «O Bagulho é muito Louco» |          |  |
| 11. | «Fanfarrão»               |          |  |
| 12. | «Encaixe Perfeito»        |          |  |
| 13. | «Somos a Tropa»           |          |  |
| 14. | «Tudo pra mim»            |          |  |
| 15. | «Uzamigo»                 |          |  |
| 16. | «Cashman»                 |          |  |

## Video musical
| año  | canción             | Info |
| ---- | ------------------- | --- |
| 2011 | "Tudo pra Mim"      | - Lanzamiento: 8 de febrero de 2011 - Featuring: Babí Hainni - Producción: Galerão Filmes - Director(s): Ralph Richter/Tiago Cortezi |
| 2011 | "Esbórnia e Álcool" | - Lanzamiento: 25 de octubre de 2011 - Producción: Galerão Filmes - Director: Tiago Cortezi                                          |

## Personal
| Bonde da Stronda - Mr. Thug – Voz, compositor (Todas las pistas) - Léo Stronda – Voz, compositor | Personal adicional - Babí Hainni – Voz, compositor "Tudo pra mim" - Mr. Catra – Voz, "KingStar" |